# Vahravar
Vahravar (en arménien Վահրավար) est une communauté rurale du marz de Syunik en Arménie. En 2011, elle compte 46 habitants.

## Géographie

### Situation
Vahravar est située à 11,5 km de la ville de Meghri et à 78 km de Kapan, la capitale régionale.

### Topographie
L'altitude moyenne de Vahravar est de 1 380 m.

### Territoire
La communauté couvre 3 249 hectares, dont :
- 626 ha de terrains agricoles ;
- 16 ha alloués aux infrastructures énergétiques, de transport, de communication, etc. ;
- 2 590 ha d'aires protégées ;
- 1 ha d'eau[3].

## Politique
Le maire (ou plus correctement le chef de la communauté) de Vahravar est depuis 2005 Sargis Arakelyan, membre du Parti républicain d'Arménie.
| Début | Fin      | Nom              | Parti                       |
| ----- | -------- | ---------------- | --------------------------- |
| 2005  | 2008     | Sargis Arakelyan | Parti républicain d'Arménie |
| 2008  | 2012     | Sargis Arakelyan | Parti républicain d'Arménie |
| 2012  | En cours | Sargis Arakelyan | Parti républicain d'Arménie |

## Économie
L'économie de la communauté repose principalement sur l'agriculture.

## Démographie
| 2001 | 2008 | 2011 |
| ---- | ---- | ---- |
| 57   | 55   | 46   |